# Гедо (Сомали)
Гедо (сомал. Gedo, араб. جدو‎) — провинция на юге Сомали, часть исторического региона Джубаленд. Столица Гедо — город Гарбахаррей. Провинция была создана в 1980-е годи. На Западе она граничит с эфиопским регионом Огаден, на юго-западе с Северо-восточной провинцией Кении и с сомалийскими регионами Баколь, Бай, Средняя Джубба и Нижняя Джубба на востоке.

## Политическая ситуация

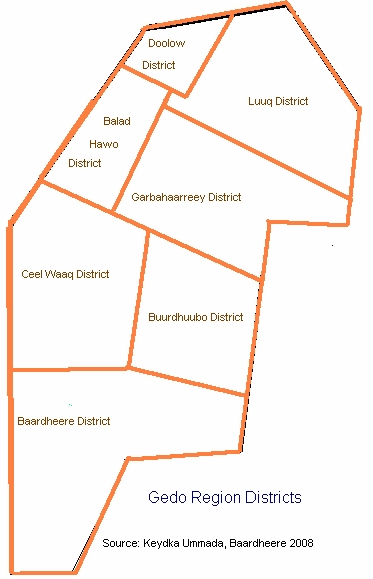
округа Гедо

На 2014 год Гедо формально входит в состав автономного образования Джубаленд, подписавшего соглашение с Федеральным правительством Сомали, и является ареной столкновений сил ФПС с Харакат аш-Шабабом.